# Nevilles Cross
Nevilles Cross är en ort i civil parish City of Durham, i kommunen Durham i grevskapet Durham, i England. Orten hade 13 625 invånare år 2021. Nevilles Cross var en civil parish 1894–1935 när blev den en del av Durham. Civil parish hade 939 invånare år 1931. Slaget vid Neville's Cross utspelades den 17 oktober 1346.